# Marcantonio Raimondi

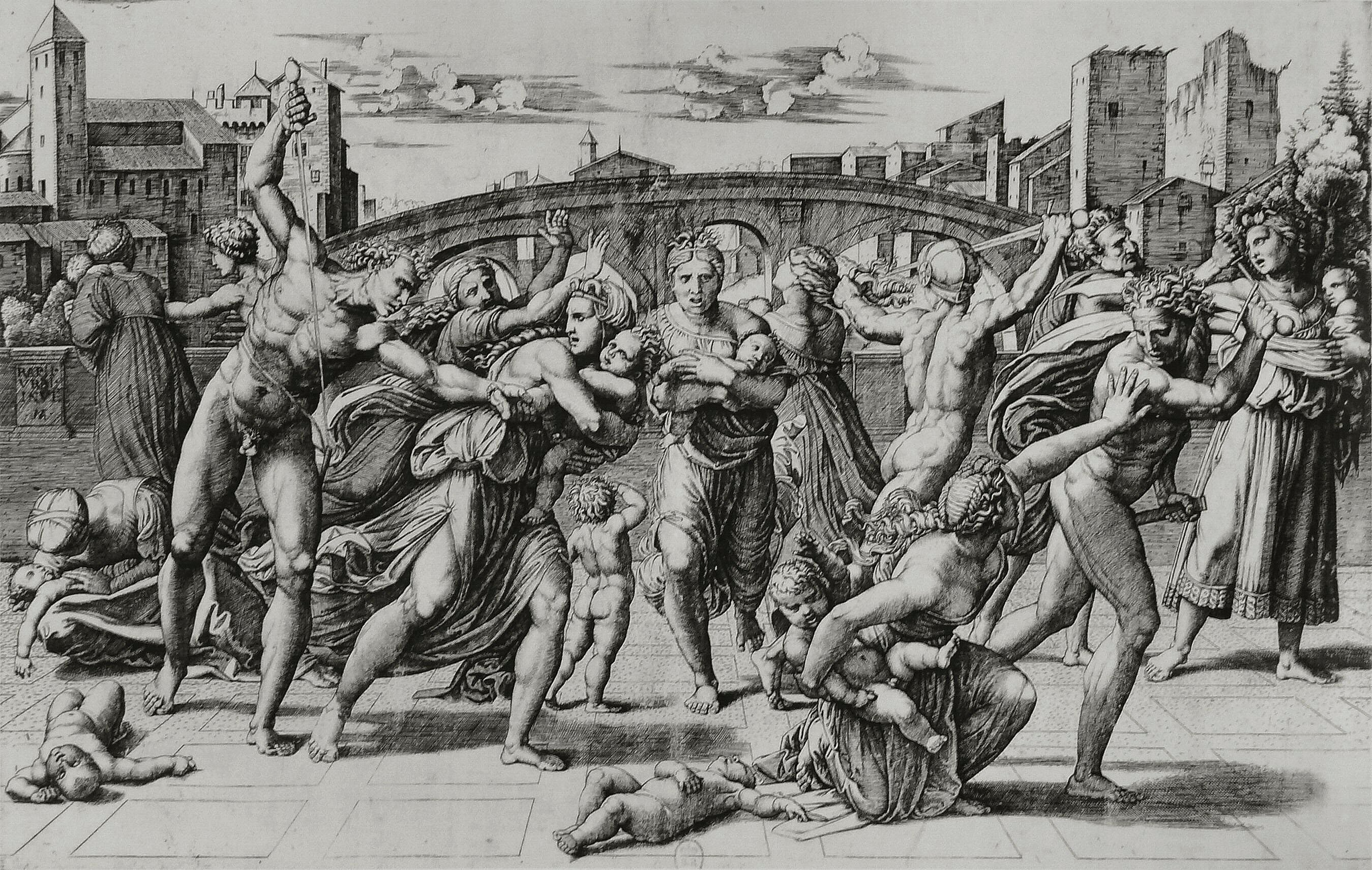
Rzeź niewiniątek (ok. 1508)

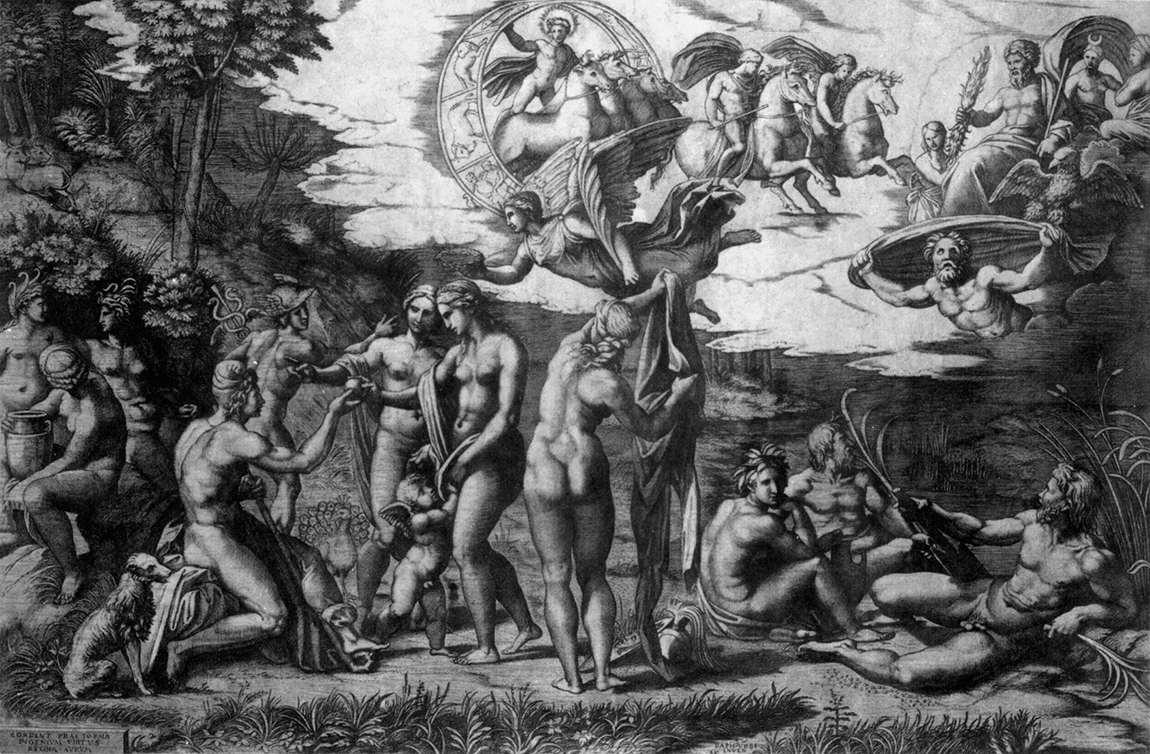
Sąd Parysa (1514-15)

Marcantonio Raimondi (ur. ok. 1480 w Molinelli zm. ok. 1530 prawdopodobnie w Bolonii) – włoski miedziorytnik okresu renesansu, twórca grafiki reprodukcyjnej.

## Życiorys
Był uczniem złotnika i malarza Francesca Francii. Karierę rozpoczął w Bolonii. Od 1505 przebywał w Wenecji. Skopiował tam 17 scen z życia Matki Bożej według Albrechta Dürera, za co artysta wytoczył mu proces. Od 1508 przebywał we Florencji. Ok. 1510-11 mieszkał w Rzymie, gdzie poznał Rafaela i założył szkołę dla rysowników. Jego uczniami byli m.in.: Marco Dente (1493-1527), Jacopo Caraglio (ok. 1500-1565), Agostino Veneziano (ok. 1490 do ok. 1540), Georg Pencz, Barthel Beham, Jakob Binck.

## Twórczość
Wykonywał liczne sztychy, przeważnie kopie dzieł wybitnych artystów epoki, m.in. Albrechta Dürera, Michała Anioła, Rafaela oraz Giulia Romano. Zachowało się ok. 300 takich miedziorytów. Jako pierwszy włoski rytownik eksperymentował z akwafortą, często łącząc ją z miedziorytem (ok. 30 zachowanych przedstawień). Zajmował się też ilustracją książkową. Ilustrował m.in. utwory Pietra Aretina. Za 16 śmiałych scen erotycznych, tzw. I Modi opatrzonych sonetami Aretina, trafił do więzienia.

### Wybrane grafiki
- Chrystus jako Zbawiciel Świata -  Muzeum Narodowe w Warszawie
- Pomnik konny Marka Aureliusza -  Muzeum Czartoryskich w Krakowie
- Pyram i Tysbe -  1505, Metropolitan Museum of Art, Nowy Jork
- Nawiedzenie -  1505, Los Angeles County Museum of Art
- Mehmed i zakonnik Sergiusz -  1508, Stedelijk Museum De Lakental, Lejda
- Lukrecja -  1513, Rijksmuseum, Amsterdam
- Rzeź niewiniątek -  ok. 1513, Ermitaż, Sankt Petersburg
- Sąd Parysa -  1514-18, Muzeum Brytyjskie, Londyn
- Pokłon pasterzy -  1515, Gemäldegalerie, Berlin
- Św. Cecylia -  1515-16, Detroit Institute of Arts
- Dawid i Goliat -  1515-16, Kupferstichkabinett, Berlin
- Morbetto -  1515-16, Detroit Institute of Arts
- Sąd Parysa -  1517-20, Detroit Institute of Arts
- Apollo -  1507-11, Fitzwilliam Museum, Cambridge
- Wizja św. Heleny -  1511, Gemäldegalerie, Berlin
- Parnas -  1517-20, Detroit Institute of Arts
- Herkules i Anteusz -  1520-22, Fine Arts Museums, San Francisco
- Męczeństwo św. Wawrzyńca -  1520-25, Detroit Institute of Arts